# Anders Oscar Bolander
Anders Oscar Bolander   (Parròquia de Hedvig Eleonora, 30 de desembre de 1840 - Estocolm, 28 de novembre de 1914) va ser un músic suec.
Després d'estudiar a tocar el piano amb Jan van Boom i més tard amb Louis Plaidy a Leipzig, Bolander es va convertir en professor de 1867 a l' Acadèmia Musical on va tenir alumnes com el suec Wilhelm Peterson-Berger. El 1903 es va convertir en professor i va ser director de l'Acadèmia el 1905-10.
Les seves composicions són poques (cantates, quartet de violins, peces per a piano) i no han sobreviscut; és possible que fossin auto-críticament avaluats per l'autor i fossin destruïdes. El 1898, a la col·lecció Music for Piano by Swedish Composers (Estocolm: A. Lundqvist), es va publicar el seu Albumblad.